# Ayzieu
Ayzieu är en kommun i departementet Gers i regionen Occitanien i sydvästra Frankrike. Kommunen ligger i kantonen Cazaubon som tillhör arrondissementet Condom. År 2022 hade Ayzieu 159 invånare.

## Befolkningsutveckling
Antalet invånare i kommunen Ayzieu
Referens:INSEE